# Sleeze Beez
Sleeze Beez es una banda de glam metal formada en 1987 en los Países Bajos. La banda permaneció activa entre 1987 y 1996 durante el auge mundial del glam metal, publicando cuatro discos de estudio. En 2010 la agrupación se reunió y publicó el álbum en directo Screwed Live!

## Historia
Publicaron cuatro álbumes de estudio y un álbum en vivo a lo largo de nueve años de carrera antes de su disolución en 1996. Su álbum de 1989 Screwed Blued & Tattooed alcanzó el número 115 en la lista de éxitos estadounidense Billboard 200. La canción "Stranger Than Paradise", tomada del álbum Screwed Blued & Tattooed, logró bastante rotación en la cadena MTV. En 1992, después de una larga gira, lanzaron el álbum Powertool con Atlantic Records, disco que contiene la exitosa balada "I Don't Want to Live Without You".
Sleeze Beez fue formado por el baterista Jan Koster y el guitarrista Chriz van Jaarsveld en 1987. Las primeras grabaciones se hicieron con el cantante belga Tigo 'Tiger' Fawzi, para el álbum Look Like Hell, siendo reemplazado brevemente por Thijs Hamelaers.
En 1989 la banda obtuvo más estabilidad al reclutar al vocalista inglés Andrew Elt, quien previamente cantaba en la banda Gin On The Rocks. El lanzamiento del exitoso disco Screwed Blued & Tattooed les valió cierto reconocimiento en los Estados Unidos y los llevó a actuar como teloneros de Skid Row. Con el éxito del sencillo "Stranger Than Paradise", la banda realizó 90 conciertos en los Estados Unidos y Canadá.
A principios de la década de 1990 la popularidad del glam metal empezó a ser más escasa, repercutiendo directamente en la banda holandesa. Mientras tanto, la popularidad en el extranjero, particularmente en Japón, se mantuvo fuerte y la banda hizo una gira allí en 1995. Un álbum en vivo fue lanzado ese mismo año.
En 1996, Koster, que durante años había luchado con una lesión en la muñeca, anunció que no podía continuar. En este punto la banda se desintegró. En años posteriores Koster se reunió con Van Jaarsveld y Ed Jongsma para formar la banda Jetland, centrada principalmente en el punk rock. La banda ingresó en el Top 40 holandés con el sencillo "And The Crowd Goes".
Tras el resurgimiento del Glam metal en la década de 2010, la banda se reunió para salir de gira inicialmente con Aerosmith y Stone Temple Pilots. A raíz de estas presentaciones en vivo fue publicado el disco en directo Screwed Live! en 2010.

## Músicos

### Actuales
- Andrew Elt - voz, guitarra, armónica (1988-1996, 2010–presente)
- Chriz Van Jaarsveld - guitarra, coros (1987-1996, 2010–presente)
- Don Van Spall - guitarra, coros (1987-1996, 2010–presente)
- Ed Jongsma - bajo, coros (1987-1996, 2010–presente)
- Jan Koster - batería, coros (1987-1996, 2010–presente)

### Anteriores
- Tigo "Tiger" Fawzi - voz (1987-1988)
- Thijs Hamelaers - voz (1988)

## Discografía

### Sencillos
- Stranger Than Paradise - 1990
- Scream - 1994
- Gun Culture - 1994
- Hate Rock and Roll - 1994

### Álbumes de estudio
- Look Like Hell - 1987
- Screwed Blued & Tattooed - 1990[7]
- Powertool - 1992
- Insanity Beach - 1994

### Álbumes en vivo
- Live in Tokyo - 1995
- Screwed Live! - 2010

### Álbumes recopilatorios
- The Very Best of Sleeze Beez - 2010